# Jakalj
Jakalj (cyr. Јакаљ) – wieś w Serbii, w okręgu zlatiborskim, w gminie Bajina Bašta. W 2011 roku liczyła 399 mieszkańców.